# Aloïs Catteau
Aloise Catteau (Tourcoing, 11 agosto 1877 – Harelbeke, 1º novembre 1939) è stato un ciclista su strada belga.
Professionista dal 1902 al 1911, partecipò alla prima edizione del Tour de France e colse un terzo posto nell'edizione del 1904.

## Carriera
Nel 1903 partecipò alla prima edizione del Tour de France, in cui ottenne diversi piazzamenti nelle tappe e concluse al decimo posto della classifica generale finale.
L'anno successivo ottenne il suo miglior risultato ciclistico in una corsa a tappe, arrivando sul terzo gradino del podio del Tour. Inizialmente Catteau chiuse quell'edizione al settimo posto della generale, che vedeva al primo posto Maurice Garin davanti a Lucien Pothier, César Garin e Hippolyte Aucouturier, ma tutti e quattro furono squalificati per aver usufruito di aiuti esterni. La vittoria a tavolino fu assegnata a Henri Cornet, che aveva chiuso quinto la corsa.
In quella stagione corse anche la Parigi-Roubaix, che terminò al sesto posto.
Anche nel 1905 corse sia il Tour che la Parigi-Roubaix, terminando rispettivamente undicesimo e settimo.
Nel 1906 fu ancora presente al Tour, che chiuse al sesto posto assoluto, mentre l'anno seguente fu nono e ottenne un terzo posto nella Parigi-Tourcoing.
Nel 1908 partecipò a molte corse in Belgio, ottenendo vari piazzamenti: fu ottavo nella Parigi-Bruxelles e sesto nei Campionati belgi; nelle corse a tappe fu ottavo nel Giro del Belgio.

## Piazzamenti

### Grandi Giri
- Tour de France

1903: 10º
1904: 3º
1905: 11º
1906: 6º
1907: 9º
1908: 21º
1911: ritirato

### Classiche monumento
- Parigi-Roubaix

1902: 12º
1903: 13º
1904: 6º
1905: 7º